# Cele Șaptesprezece Provincii
Cele Șaptesprezece Provincii a fost un ținut care cuprinde azi teritoriile statelor Olanda, Belgia și Luxemburg precum și o porțiune din nordul Franței și vestul Germaniei. Teritoriul era format din 17 state medievale din cadrul Sfântului Imperiu Roman a căror familie domnitoare era casa de Habsburg. Marea majoritate a statelor au făcut parte din domeniile ducilor de Burgundia din Țările de Jos, dar la stingerea liniei acestora prin căsătoria Mariei de Burgundia cu Maximilian I de Habsburg, împărat romano-german, au intrat în posesia familiei acestuia din urmă.

## Structură
Harta alăturată corespunde următoarelor provincii:
1. Comitatul Artois
2. Comitatul Flandra
3. Senioria Mechelen
4. Comitatul Namur
5. Comitatul Hainaut
6. Comitatul Zeelanda
7. Comitatul Olanda
8. Ducatul Brabant
9. Ducatul Limburg
10. Ducatul Luxemburg
11. Senioria Utrecht
12. Senioria Friziei occidentale
13. Ducatul Geldern
14. Senioria Groningen
15. Senioria Drenthe
16. Senioria Overijssel
17. Comitatul Zutphen

Șaptesprezece era numărul reprezentanților provinciilor în Stările Generale ale Țărilor de Jos - un fel de parlament al regiunii, aflat la Bruxelles. Numărul este aproximativ, provinciile participante variind. De asemenea acestea nu erau reprezentate în mod constant, la diverse momente unele domenii putând fi dependente de altele. Astfel Comitatul Zutphen a fost inclus în Ducatul Geldern, Ducatul Limburg era uneori inclus în Ducatul Brabant, Orașul Anvers participa ca oraș independent sau ca parte a Brabantului, orașele francofone din Flandra (Lille, Douai, Orchies, Tournai) participau fie ca o entitate independentă, fie ca făcând parte din comitat.